# Стрижњак
43° 49′ 10″ N 15° 16′ 48″ E / 43.81944° С; 15.28000° И
Стрижњак је ненасељено острвце у хрватском дијелу Јадранског мора. Налази се у Корнатском архипелагу јужно од Корната од којег је удаљен око 200 m и у близини острвца Бисага. Дио је Националног парка Корнати. Његова површина износи 0,028 km², док дужина обалске линије износи 0,61 km. Највиши врх је висок 6 m. Грађен је од кречњака кредне старости. Административно припада општини Муртер-Корнати у Шибенско-книнској жупанији.